# Ціна краси
«Ціна краси» — кінофільм режисера Діна О'Флаерті, що вийшов на екрани в 2009 році.

## Зміст
Саншайн Гіллс — це нове престижне передмістя, що розкинулося під гостинним і благодатним австралійським сонцем. На перший погляд це місце таке ж сонне і респектабельне, як і безліч його двійників, але за правильним фасадом ховаються неабиякі таємниці й інтриги.

## Ролі
| Актор                 | Роль |
| --------------------- | ---- |
| Пета Вілсон           | -    |
| Аарон Джеффрі         | -    |
| Ашер Кедді            | -    |
| Себастьян Грегорі     | -    |
| Тахина Тоцці-МакМанус | -    |
| Сократіс Отто         | -    |
| Алекс Вільямсон       | -    |
| Лаура Тревор          | -    |
| Джо Мелдрам           | -    |
| Корі Бутвелл          | -    |

## Знімальна група
- Режисер — Дін О'Флаерті
- Сценарист — Дін О'Флаерті
- Продюсер — Кент Сміт, Кейт Батлер, Метт Хирн